# Calandrinia feltonii
Calandrinia feltonii es una especie de planta de flores perteneciente a la familia de las verdolagas conocida por el nombre común de la Flor de Felton. Está considerada un sinónimo de Calandrinia ciliata.

## Distribución
Es endémica de las islas Malvinas, donde estuvo casi extinta en la naturaleza a través de sobrepastoreo. Es una anual herbácea, de crecimiento lento y carnoso, con flores de color rosado-púrpuras brillantes.

## Taxonomía
Calandrinia feltonii fue descrita por Nicholas Edward Brown y publicado en Journal of Botany, British and Foreign 66: 141. 1928.
Etimología
Calandrinia: nombre genérico que fue nombrado en honor de Jean Louis Calandrini, botánico suizo del siglo XVIII.
feltonii: epíteto otorgado en honor de Arthur Felton, un residente de las islas Malvinas, que envió ejemplares de esta planta en 1910 al botánico sueco Carl Skottsberg.